# Nomascus hainanus
Nomascus hainanus är en primat i familjen gibboner som förekommer på den kinesiska ön Hainan.

## Utseende
Denna gibbon når en kroppslängd (huvud och bål) på 48 till 54 cm, saknar svans och väger 6,5 till 10 kg. Hos vuxna honor har pälsen på ryggen en gulorange till beige-brun färg och vid buken förekommer ljusare päls. De har en mörk fläck på huvudet. Fullt utbildade hannar är däremot helt svarta. Pälsen hos nyfödda ungar liknar honornas päls. Efter första pälsbytet liknar alla ungdjur hannar och senare blir pälsen hos honor åter ljusare. De yttre könsorganen hos både honor och hannar liknar varandra. Hos ungar där båda kön har samma pälsfärg går det inte att bestämma individens kön med hjälp av iakttagelser.

## Utbredning och habitat
Arten fanns ursprungligen på hela Hainan men den finns bara kvar i ett naturreservat på öns västra sida. Regionen har en yta mindre än 10 km² och ligger 650 till 1200 meter över havet. Habitatet utgörs av ursprungliga regnskogar.

## Ekologi
Nomascus hainanus är aktiv på dagen och klättrar främst i träd. Hannar och honor bildar mindre familjegrupper som har 4 till 8 medlemmar. Varje flock har ett revir som är 100 till 500 hektar stort. Arten äter huvudsakligen frukter från cirka 40 olika växter. Mellan februari och april bär bara 7 av växterna frukter. I mindre mått ingår smådjur och blad i födan. Hos honor förekommer vartannat år en kull med en unge. Ungen håller sig den första tiden fast i moderns päls och efter cirka två år blir den självständig. Liksom andra gibboner har arten läten som liknar en sång för att visa anspråk på reviret. Honornas sång innehåller ljud som saknas hos den nära släktingen svartkrönt gibbon.

## Status
Arten hotas av habitatförstöring och av jakt. Under 1950-talet uppskattades beståndet med 2000 eller några fler individer. Under en studie från 2003 hittades bara 13 vuxna individer som var fördelade på två flockar samt två ensamlevande exemplar. Nomascus hainanus listas av CITES i appendix I som förbjuder handel med alla kroppsdelar. När populationen i reservatet ökar finns lämpliga områden i andra delar av ön kvar. På grund av den begränsade populationen kan det uppstå inavelsproblem. IUCN listar Nomascus hainanus som akut hotad (CR).